# Pemberton, British Columbia
Pemberton este o localitate care are ca. 2.300 loc, aflată în provincia canadiană Columbia Britanică. Localitatea este situată pe valea râului Pemberton River la poalele masivului Mount Currie, în Districtul Squamish-Lillooet. Pemberton este reședința comunității St'at'imc sau Lilwat Nation.
La data de 20 iulie 1956 este declarată comună cu administrație separată (incorporated ca Village Municipality).